# Oxyinae
Sous-famille
Les Oxyinae sont une sous-famille d'insectes orthoptères de la famille des Acrididae.

## Distribution
Les espèces de cette sous-famille se rencontrent en Afrique, en Asie et en Océanie.

## Liste des genres
Selon Orthoptera Species File (23 juillet 2018) :
- tribu Oxyini Brunner von Wattenwyl, 1893
  - genre Bermiella Bolívar, 1912
  - genre Bermiodes Bolívar, 1912
  - genre Bermius Stål, 1878
  - genre Caryanda Stål, 1878
  - genre Cercina Stål, 1878
  - genre Cranae Stål, 1878
  - genre Cranaella Ramme, 1941
  - genre Daperria Sjöstedt, 1921
  - genre Emeiacris Zheng, 1981
  - genre Gesonula Uvarov, 1940
  - genre Lemba Huang, 1983
  - genre Nepalocaryanda Ingrisch, 1990
  - genre Oxya Serville, 1831
  - genre Oxyina Hollis, 1975
  - genre Paracranae Willemse, 1931
  - genre Philicranae Willemse, 1955
  - genre Pseudocaryanda Willemse, 1939
  - genre Pseudocranae Bolívar, 1898
  - genre Pseudoxya Yin & Liu, 1987
  - genre Quilta Stål, 1861
  - genre Thanmoia Ramme, 1941
  - genre Tolgadia Sjöstedt, 1920
- tribu Praxibulini Rehn, 1957
  - genre Kosciuscola Sjöstedt, 1934
  - genre Methiola Sjöstedt, 1920
  - genre Methiolopsis Rehn, 1957
  - genre Praxibulus Bolívar, 1906
- tribu indéterminée
  - genre Badistica Karsch, 1891
  - genre Boninoxya Ishikawa, 2011
  - genre Chitaura Bolívar, 1918
  - genre Cylindrotiltus Ramme, 1929
  - genre Digentia Stål, 1878
  - genre Dirshia Brown, 1962
  - genre Gerista Bolívar, 1905
  - genre Hygracris Uvarov, 1921
  - genre Oxycrobylus Ingrisch, 1989
  - genre Oxytauchira Ramme, 1941
  - genre Pterotiltus Karsch, 1893

## Publication originale
- Brunner von Wattenwyl, 1893 : Révision du système des orthoptères et description des espèces rapportées par M. Leonardo Fea de Birmanie.  Annali del Museo Civico di Storia Naturale ‘Giacomo Doria’, Genova, vol. 33, p. 1–230 (texte intégral).